# Himnos a la noche
Himnos a la noche (en alemán: Hymnen an die Nacht) es el título de un ciclo de poemas de Novalis (Friedrich von Hardenberg) que se publicó por primera vez en 1800 en el último número de la revista Athenäum. Los poemas fueron escritos como respuesta a la muerte en 1797 de la prometida de Novalis, Sophie von Kuehn.
El ciclo fue la única obra importante publicada y completada por Novalis durante su vida. Junto con sus Cantos espirituales, se consideran la cumbre de su poesía  y han sido descritos como la obra poética más importante del Romanticismo temprano.

## Origen e influencias

### Sophie von Kühn
Después de graduarse en Wittenberg, Novalis se mudó a Bad Tennstedt para trabajar como actuario para un administrador de distrito,  Cölestin August Just, quien se convirtió en su amigo y biógrafo.  Mientras trabajaba para Just en 1795, Novalis conoció a Sophie von Kühn, de 12 años, quien en ese momento se consideraba lo suficientemente mayor para recibir pretendientes. Novalis se enamoró de ella en su primer encuentro, y el efecto de este enamoramiento pareció transformar su personalidad.  En 1795, dos días antes de que Sophie cumpliera trece años, se comprometieron en secreto. Más tarde ese año, los padres de Sophie dieron su consentimiento para que ambos se comprometieran oficialmente. El hermano de Novalis, Erasmo, apoyó a la pareja, pero el resto de la familia de Novalis se resistió a aceptar el compromiso debido al poco claro pedigrí aristocrático de Sophie.

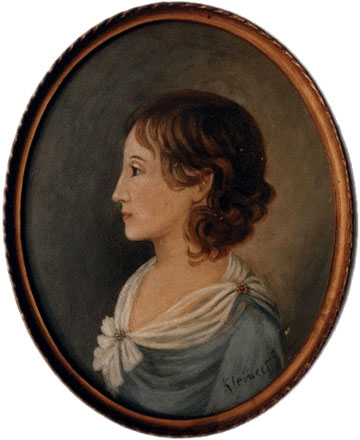
Sophie von Kühn

En los últimos meses de 1795, Sophie comenzó a sufrir un deterioro de su salud debido a un tumor hepático  que se creía que era causado por la tuberculosis. Como consecuencia de ello, fue sometida a una operación en Jena, realizada sin anestesia.  En enero de 1797, Novalis fue nombrado auditor de las salinas de Weißenfels. Para obtener un ingreso estable para su futuro matrimonio, aceptó el puesto y se mudó a Weissenfels para asumir sus funciones. Sophie, por su parte, se quedó con su familia. Sophie volvió a enfermarse gravemente, momento en el que los padres de Novalis finalmente cedieron y aceptaron el compromiso de la pareja. Sin embargo, dos días después de su decimoquinto cumpleaños, Sophie murió, mientras Novalis todavía estaba en Weißenfels. Cuatro meses más tarde, el hermano de Novalis, Erasmo, a quien se le había diagnosticado tuberculosis, también murió.  La muerte de Sophie, así como la de su hermano menor, afectó profundamente a Novalis. Sus muertes catalizaron su compromiso más intenso con la expresión poética y se convirtieron en la inspiración central de los Himnos a la noche ).

### Versiones
Existen dos versiones de los himnos. La primera, manuscrita, fue escrita hacia finales de 1799 o principios de 1800, y es en verso. La versión impresa, la segunda, que Novalis quiso titular de forma abreviada «La Noche», fue creada poco más tarde, entre finales de enero y principios de febrero de 1800. Está escrita mayoritariamente en prosa rítmica, pero también contiene pasajes en verso. Esta versión fue elegida por el propio Novalis como versión impresa y, por tanto, puede considerarse como la final, más cercana a sus intenciones. Por este motivo, en las investigaciones se suele utilizar la versión Athenaeum. No existen precursores de la versión manuscrita de los himnos. Sin embargo, existen enfoques de investigación que remontan el texto a 1797.
A diferencia de la versión en verso, la versión en prosa se centra menos en lo subjetivo y privado. Aunque el hablante del texto no es Novalis, sino un yo lírico, los himnos contienen no obstante muchos elementos autobiográficos o al menos favorecen esa lectura. Pueden considerarse una expresión de los acontecimientos y desarrollos en la vida de Hardenberg entre 1797 y 1800. Entre ellos se encuentran la muerte de Sophie von Kühn, el compromiso con Julie von Charpentier, el tiempo pasado estudiando en la Academia de Minería de Freiberg, discusiones intelectuales sobre las conexiones entre el espíritu y la naturaleza y diversas reflexiones sobre la naturaleza.

## Contenido e interpretación
El texto consta de seis himnos. Estos se pueden dividir en tres partes de dos himnos cada una. El mismo patrón básico se puede encontrar en cada una de estas partes. Los primeros himnos de cada uno de ellos describen, en un modelo de tres etapas típico de Novalis, el desarrollo desde la vida en el reino feliz y terrenal de la luz, a través de una fase de dolorosa alienación, hasta la liberación en la noche eterna. Los segundos himnos describen el aleccionador despertar de la visión y el anhelo de regresar a esta visión. Los tres ciclos están diseñados como una escalada; En cada una de estas etapas se alcanza un mayor nivel de experiencia y conocimiento.

### Primer himno
El primer himno se puede dividir en tres partes. Comienza con un elogio de la luz, que se describe una fuerza dadora de vida. Todos los elementos de la naturaleza respiran luz, incluidos los humanos, a quienes llamamos extraños. La segunda parte del primer himno contrasta la noche con la luz. Las asociaciones con la noche se caracterizan inicialmente por sentimientos de soledad y vacío, y son influenciadas por esperanzas fallidas. El yo lírico, que sólo aparece después de la mención de la noche, siente un anhelo de luz. Sin embargo, en la tercera sección, este anhelo desaparece y da paso a una comprensión de la noche misteriosa. Ahora se expresan sentimientos de seguridad y renacimiento a través de la Madre Noche. La noche es un elemento de toda la vida y es placentera y deseable, es importante que también se convierta en un espacio de amor; de hecho, es la noche la que por primera vez abre la mente del hablante a la experiencia del amor. El amor en la relación madre-hijo, entre la noche, personificada por Novalis como la “Reina del Mundo”, y el yo, ahora da paso al amor por la mensajera de la noche, la amada. La eterna noche de bodas se celebra con el amado. El amado es descrito como el “sol de la noche”, una síntesis de luz y noche, que puede verse como un presagio de la abolición de todos los límites y la nueva unidad.
El ego ha madurado en el transcurso del primer himno y ha sufrido así una iniciación. La noche se entiende ahora como lo infinito, lo abarcante y lo procreador. El modelo de tres etapas mencionado al principio se puede ver muy claramente en este himno. Lo destacable en este contexto es que Novalis invierte las asociaciones tradicionales. La luz, símbolo positivo de la religión cristiana, que aquí también puede verse como símbolo de comprensión racional e iluminación, es degradada y la noche es exaltada. Es vista como un elemento sagrado y es el espacio de las experiencias religiosas. El contraste entre luz y noche también se encuentra lingüísticamente; Las descripciones de la luz van acompañadas de la acumulación de vocales cortas y brillantes (i, ü), mientras que las de la noche van acompañadas de sonidos largos y oscuros (a, u).

### Segundo himno
Al entusiasmo sigue ahora la desilusión, como a la noche siempre sigue la mañana. En este himno, el ego se queja del ajetreo del trabajo diario, pero también reconoce que el gobierno de la luz es limitado, pero el de la noche es atemporal y "a-espacial". El tema aquí no es la noche como momento de sueño y descanso, sino en sentido simbólico. Ahora, después de la desilusión, llega la comprensión: el ego describe cómo el iniciado puede encontrar la noche en el día. Esto puede ocurrir en la intoxicación por vino, por el efecto narcótico del aceite de almendras amargas, en la intoxicación por opio (“el jugo marrón de la amapola”) y también en la intoxicación por amor físico. Además, la noche también puede llenarse de la magia de antiguas historias (de la época dorada). Este estado de embriaguez, llamado sueño, contrasta con el sueño de los filisteos, quienes lo juzgan erróneamente como un “tonto”. En el segundo himno se enfatizan las limitaciones (temporales) de la luz y se contrastan con la infinitud sin tiempo ni espacio de la noche.

### Tercer himno

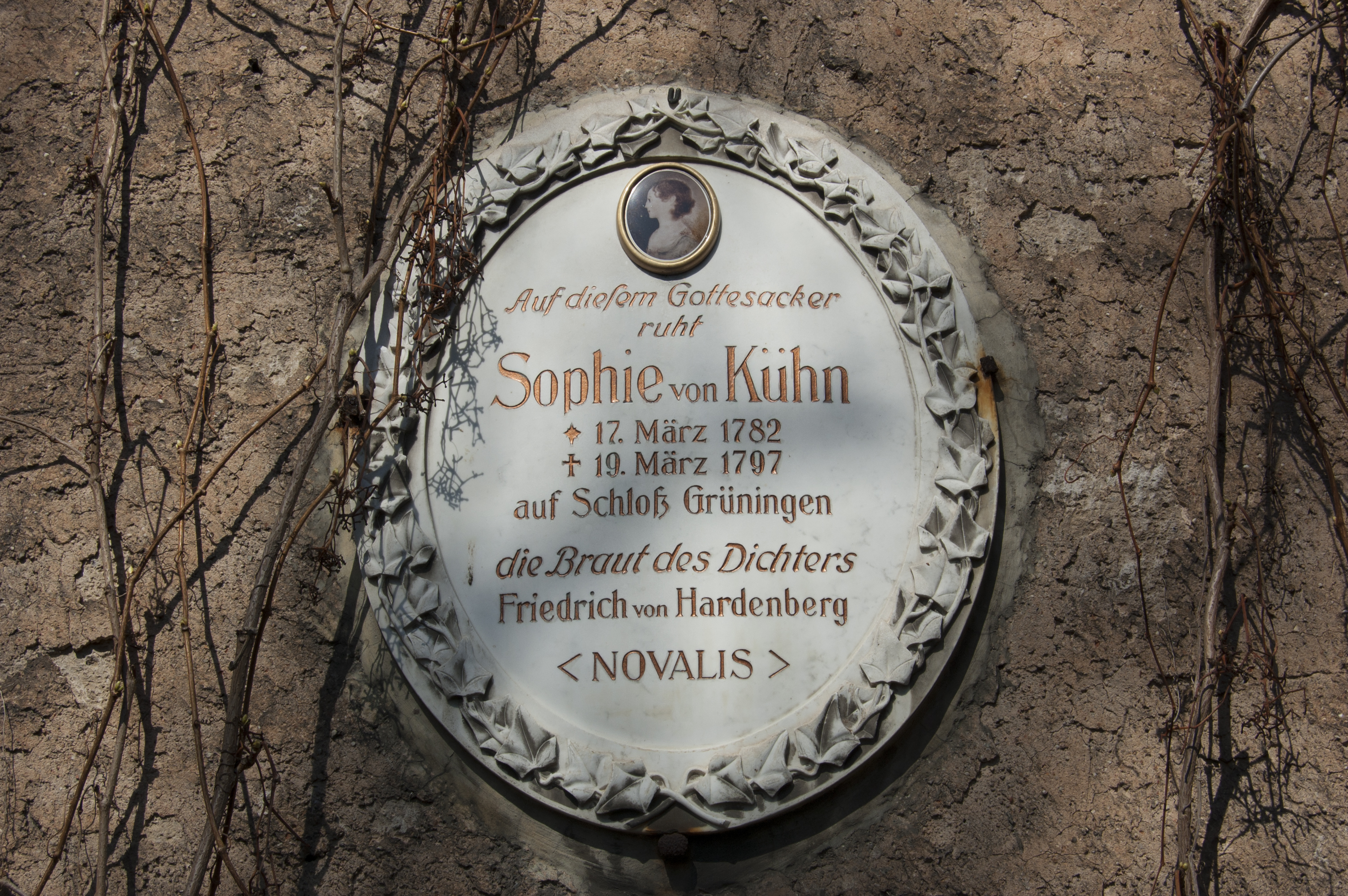
Sophie von Kühn, plaqueta conmemorativa en el castillo de Grüningen (Turingia)

El tercer himno ya no habla de generalidades, sino que relata una experiencia personal y espiritual del yo lírico. Al mismo tiempo, el tono también cambia, ya que el tiempo presente da paso al tiempo pasado de la narración en primera persona.
El yo lírico relata ahora un acontecimiento doloroso en su vida, que, sin embargo, está estructurado según el mismo patrón de iniciación que en el primer himno y se revierte en una experiencia espiritual positiva al final del tercer himno. En cuanto al contenido, el narrador describe cómo se encontraba ante la tumba de su amada, disuelto en el dolor. Ahora relata una experiencia mística en esta tumba en la que siente la abolición del espacio y del tiempo. Experimenta un renacimiento espiritual y ve a su amada en una aparición visionaria. El yo lírico se da cuenta de que al final habrá una alianza eterna con su amada. Aquí se menciona nuevamente la eterna noche nupcial.
Este himno ha dado lugar a numerosas reflexiones sobre posibles precursores de los Himnos a la Noche. El tercer himno se ha denominado a menudo el “himno original”. Esto se debe a que Novalis parece estar escribiendo autobiográficamente en esta sección. Cita casi textualmente su diario del 13 de mayo de 1797. En él, describe cómo tuvo una experiencia extraordinaria en la tumba de Sophie: «Por la noche, fui a ver a Sophie. Allí, sentí una alegría indescriptible; momentos de entusiasmo deslumbrante; soplé la tumba ante mí como si fuera polvo; siglos eran como momentos; su presencia era palpable; creía que siempre debía dar un paso al frente». Por ello, el momento de la composición del tercer himno se sitúa a menudo cerca de la experiencia descrita. Sin embargo, existen algunos argumentos en contra. Por ejemplo, cabe señalar que la experiencia de la tumba sólo se describe de pasada en el diario, entre cosas cotidianas. Además, hasta ahora no se han encontrado precursores de la versión manuscrita de los “Himnos a la noche”. Más bien, se puede suponer que Novalis recordó conscientemente esta grave experiencia mientras escribía los himnos y que, gradualmente y posteriormente, la desarrolló hasta convertirla en una iniciación a un nivel superior de conocimiento. En esta visión, el yo lírico experimenta la invalidación de lo temporal y transitorio; Él ve la vida eterna emerger de la noche. Así, la muerte, el amor y el mundo superior se revelan en un solo momento. La idea básica del tercer himno probablemente era conocida por Novalis debido a su formación religiosa y a través de Fichte y Jean Paul. Lo que se quiere decir aquí es la aleatoriedad de la forma individual del yo y la llamada a un yo superior. Para el propio poeta, esta idea fue una ayuda crucial para sobrevivir al deseo de morir después de la muerte. El amado se convierte en mediador para el poeta y para el ego en su temprana religión romántica mediadora.

### Cuarto himno
Así como el tercer himno corresponde al primer himno, así también el cuarto himno corresponde al segundo. La narración en primera persona continúa, el hablante ya no se queja del trabajo del día, sino que está dispuesto a cumplirlo con diligencia. Sin embargo, el corazón permanece firme y fielmente unido a la noche. Esto último queda especialmente claro en la sección de versos que concluye el cuarto himno. El ego sabe que habrá una mañana final, después de la cual la noche, la participación en el ser superior, será eterna.  El camino que sigue hasta allí es visto por el yo lírico como una peregrinación al Santo Sepulcro bajo el peso de la cruz. Aquí se aprecian claras fusiones entre la mitología privada y las ideas bíblico-cristianas. El Santo Sepulcro puede ser visto como la tumba del amado y como la tumba de Cristo. El amado ha resucitado, y también Cristo. Esto crea una sensación de tranquilidad y seguridad en el yo lírico. El poema final del cuarto himno es una expresión del anhelo por la noche y, por tanto, del anhelo por la muerte como puerta de entrada a la vida eterna.

### Quinto himno
El quinto himno es el más largo y alterna entre verso y prosa. Tiene aproximadamente la misma longitud que los primeros cuatro himnos combinados. Como ya lo indica la conexión con Cristo, la experiencia subjetiva y privada ya no es el tema principal, presenta, en cambio, una historia de la humanidad basada en el conocido modelo de la tricotomía romántica. Se produce un cambio de perspectiva y la narración en primera persona es sustituida por una narración en tercera persona. Novalis ofrece una visión general de la historia de la religión desde la antigüedad hasta nuestros días.
La tríada romántica comienza con un feliz “tiempo primigenio”. Esto se ve en los himnos como antigüedad griega. El mundo estaba habitado por dioses y la gente vivía en un frenesí festivo. La gente adoraba al sol, sin embargo, negaban su origen, la noche. La intoxicación estaba pues limitada por el problema no resuelto de la muerte. La muerte no tenía ningún significado para la gente de aquella época y era simplemente el fin de la existencia, no estaba integrada a la vida. En la segunda fase, la Antigüedad tardía, la integración inadecuada de la muerte conduce a la desintegración. La muerte sólo fue encubierta por la idea de la muerte como hermana del sueño. Sin embargo, esta edad de transición se supera con el comienzo de la tercera fase, que comienza con el nacimiento de Cristo. La muerte es vista ahora como el umbral de la vida eterna y, por tanto, se integra adecuadamente en la vida. La aparición de Cristo resuelve el misterio y el terror de la muerte, ya que siguiéndolo, las personas alcanzarán la vida eterna.
En el himno se pueden ver claras conexiones con el poema Los dioses de Grecia de Friedrich Schiller (1788), sin embargo, los poemas de Novalis y Schiller evalúan la llegada del cristianismo de manera completamente diferente. Novalis dice que la deificación tuvo lugar entre la antigüedad y el cristianismo. Su planteamiento es que tanto la antigüedad como el cristianismo son fases de proximidad a los dioses. Schiller, por el contrario, señala la deificación con el comienzo del cristianismo e indica que la humanidad en la Antigüedad era más divina porque los dioses eran más humanos. El punto común de ambos textos es que el presente se percibe como sin alma. Para resolver este problema, Novalis utiliza el concepto de religión mediadora romántica temprana. Cristo tiene para la humanidad la misma función mediadora que el Amado tiene para el orador de los primeros cuatro himnos. La mediación entre lo finito y lo infinito es por tanto el factor decisivo. El punto central aquí es la muerte y la resurrección. El amado y también Cristo transmiten así que la finitud no lo es todo. La vida individual debe verse sólo como una separación temporal de lo Absoluto. Todas las regulaciones son solo provisionales. El cantante representa al poeta en el texto, se propone proclamar el mensaje de muerte y redención. Contrariamente a la doctrina cristiana, en el himno los apóstoles no son los proclamadores de la buena nueva. La poesía proclamada por el poeta asume así la función del evangelio.

### Sexto himno
El último himno es el único con título: Nostalgia de la muerte (Sehnsucht nach dem Tode). Tiene el tono de un canto espiritual y representa nuevamente el agotamiento y la desilusión después del entusiasmo. Si el quinto himno describe la certeza de la fe, el sexto himno muestra su incertidumbre. Los hablantes –el texto está escrito en primera persona del plural– describen una experiencia aterradora de estar lejos de Dios. Por tanto, el contexto aquí puede considerarse como el período anterior a la edad de oro. Se expresan claramente sentimientos de anhelo de muerte, que es al mismo tiempo un anhelo de vida eterna. La expresión del anhelo de hogar y de tierra natal se vincula nuevamente en el marco del primer himno, en el que el hombre es descrito como un extraño. Como extraño en la luz, el hombre añora su hogar y su origen: la noche.

## Ediciones
- Versión en audiolibro: Himnos a la noche, un audio CD, ed. y leído por Christian Brückner, dirección de Waltraud Brückner, música de Kai Brückner. (=Edición Christian Brückner). Parlando, Berlín 2000.

## Adaptación cinematográfica
- Selcuk Cara filmó el primer himno de Hymnen an die Nacht  (Film, FH Dortmund, 2011) selecciones oficiales - Level Ground Film Festival, Pasadena USA 2014, Pride Mostra Film Festival, Cabo Verde 2014, Outtakes Film Festival, Nueva Zelanda 2013, 7ºFor Rainbow - Festival de Cinema e Cultura, Brasil 2013, Florence Festival Internazionale Di Cinema LGBT, Italia 2013, El lugar sin limetes Festival de Cine, Ecuador 2013, Rio Filmfest de Cinema, Brasil 2013, Perlen Filmfestival Hannover, Alemania 2014, Everybody's perfect 3 Filmfestival Ginebra, Suiza 2014.